# 弄切区
弄切区是缅甸佤邦勐能县下辖的一个区，勐能县城位于温高乡。

## 地理
弄切区位于勐能县北部，东接南康伍区，东北接邦康特区，南接邦阳区，西接纳高区和曼相区，北接勐冒县联合区和格龙坝区。

## 行政区划
弄切区下辖4乡：
- 弄切乡（Eung' Nawng Khiet）：永然村、永孔村
- 思漏乡
- 温高乡：巴写村[2]
- 龙腊新乡（弄拉行乡）：尼听村
- 第龙乡[2]